# Bachar Mar-Khalifé
Bachar Mar-Khalifé (ook Bachar Khalife, Beiroet, 13 februari 1983) is een Frans-Libanees componist, zanger en multi-instrumentalist.

## Biografie

### Familie
Mar-Khalifé komt uit een muzikale familie. Zijn vader is componist en oedspeler Marcel Khalifé, zijn moeder Yolla is zangeres. Zijn broer Rami is componist en pianist. Toen Mar-Khalifé zes jaar oud was, ontvluchtte zijn familie de Libanese Burgeroorlog. Hij studeerde aan het Conservatoire de Paris.

### Muziek

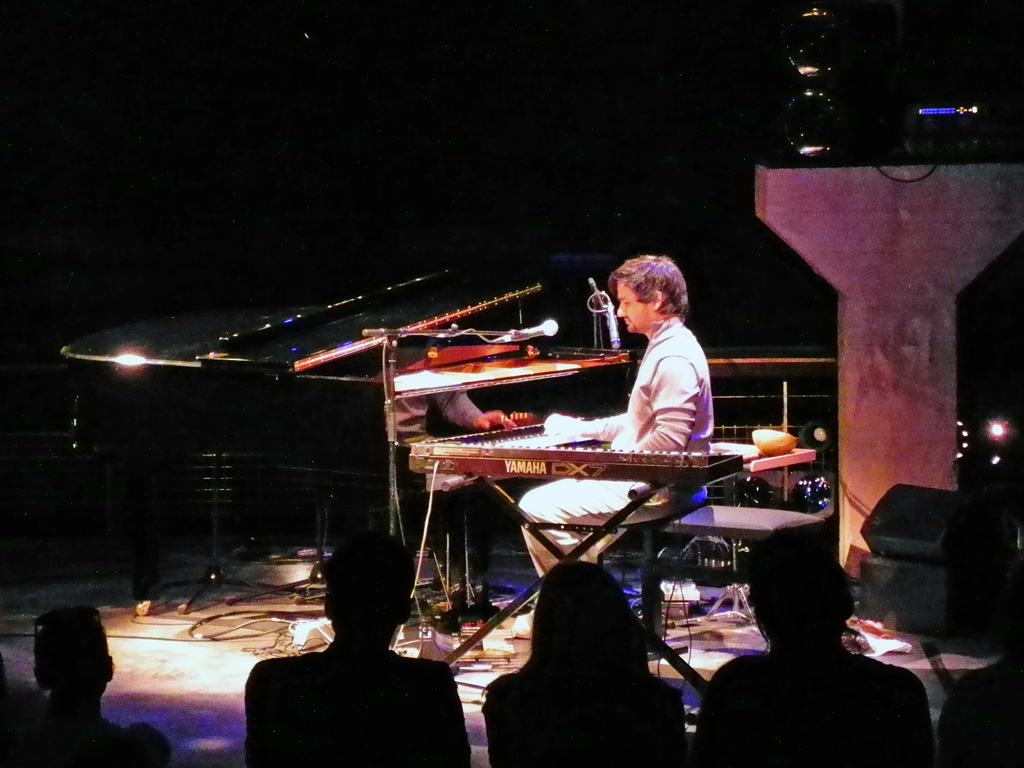
Mar-Khalifé in 2011

In 2010 verscheen zijn debuutalbum Oil slick. Mar-Khalifé deed er tien jaar over om het album te maken. In 2012 en 2013 bracht hij de ep's Machins choses en Ya nas uit. Ook in 2013 werd Who's gonna get the ball... uitgebracht dat goed ontvangen werd.
Mar-Khalifé's derde album Ya balad verscheen in 2015. Dit album werd wederom positief beoordeeld. Mar-Khalifé werkte voor het album samen met onder andere Kid A en Golshifteh Farahani. De Engelse fotograaf Lee Jeffries ontwierp de hoes.
De ep Lemon werd in 2016 uitgebracht op cd en 12" lp. De lp is een beperkte oplage van 100 stuks op wit vinyl.
In 2018 verscheen het album The water wheel, a tribute to Hamza El Din. De titel is een citaat van een gelijknamig album van oedspeler Hamza El Din (1929 – 2006) uit het jaar 1971. In hetzelfde jaar werkte hij samen met de Franse zanger Christophe. Zij brachten de single Jnoun uit op 45-toerenplaat voor Record Store Day. Mar-Khalifé's vijfde album On/off werd uitgebracht in 2020. Van dit album is de single Insomnia afkomstig.
Mar-Khalifé treedt verder onder andere op met Francesco Tristano en Pascal Schumacher.

### Film en theater
Naast het uitbrengen van albums heeft Mar-Khalifé ook gecomponeerd voor film en televisie. Zo schreef hij de muziek voor de documentaire Tragovi en voor de films Layla Fourie en Shanghai Belleville. Met het project Le Paradis De Helki verzorgde Mar-Khalifé theatershows. Verder heeft hij samengewerkt met vele artiesten.

### Privéleven
Mar-Khalifé is getrouwd met de Franse journaliste Erika Moulet. Het stel heeft twee kinderen.

## Discografie

### Ep's
- Machins choses, 2012
- Ya nas, 2013
- Lemon, 2016

### Albums
- Oil slick, 2010
- Who's gonna get the ball... from behind the wall of the garden today?, 2013
- Ya balad, 2015
- The water wheel, a tribute to Hamza El Din, 2018
- On/off, 2020

### Singles
- Jnoun, 2018, met Christophe
- Insomnia, 2020

### Filmmuziek
- Layla Fouri (2013)
- Fièvres (2015)
- Le Paradis  (2023)